# (1563) Noël
Pour les articles homonymes, voir Noël (homonymie).
(1563) Noël est un astéroïde de la ceinture principale, découvert le 7 mars 1943 par Sylvain Arend. Situé à une distance minimale de 2,004 905 2 ua du Soleil, il possède une excentricité de 0,0852194 et une période orbitale de 1 185,08 jours, soit 3,25 ans.
Noël se déplace à une vitesse orbitale moyenne de 20,119 km/s. Son inclinaison est de 5,98623°.